# Valfloriana
Valfloriana è un comune italiano sparso di 476 abitanti della provincia autonoma di Trento. Si trova nella bassa valle di Fiemme al confine con la valle di Cembra, in versante sinistro all'Avisio.

## Storia

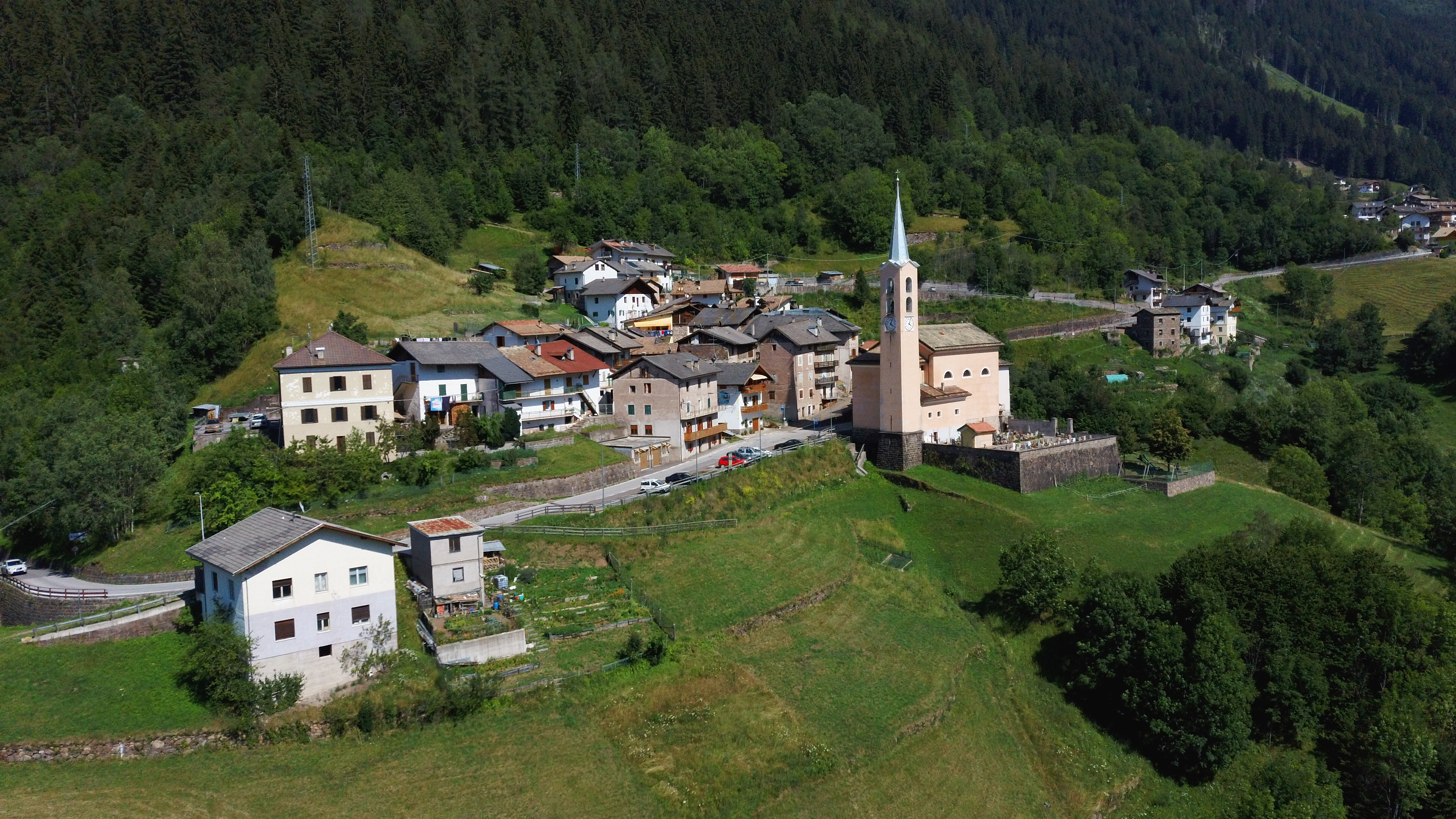
La frazione di Montalbiano

Il nome Valfloriana deriva dal suo santo patrono, per l'appunto san Floriano, mentre secondo un'altra tradizione deriva dalle sue radure fiorite attorniate da boschi di abeti.
Il comune è composto da tredici frazioni, con la sede municipale ubicata a Casatta (853 m). Le altre frazioni spaziano dal fondovalle posto a quota 700 m di Ischiazza per salire fino ai 1200 m della frazione di Sicina.
In occasione del referendum che portò alla nascita della Repubblica Italiana, Valfloriana registrò la percentuale più alta a favore della forma repubblicana, con 573 voti, pari al 97,12% del totale. La monarchia registrò solamente 17 preferenze.
Nel novembre 1966 le frazioni di Ischiazza e Maso rimasero gravemente danneggiate dall'alluvione e quindi sgomberate; gli sfollati furono trasferiti nella nuova frazione di Villaggio e a tutt'oggi i due paesi rimangono disabitati.

### Simboli
Lo stemma e il gonfalone sono stati approvati con deliberazione della Giunta Provinciale del 29 luglio 1988, n. 8727.
Stemma
Gonfalone

## Monumenti e luoghi d'interesse

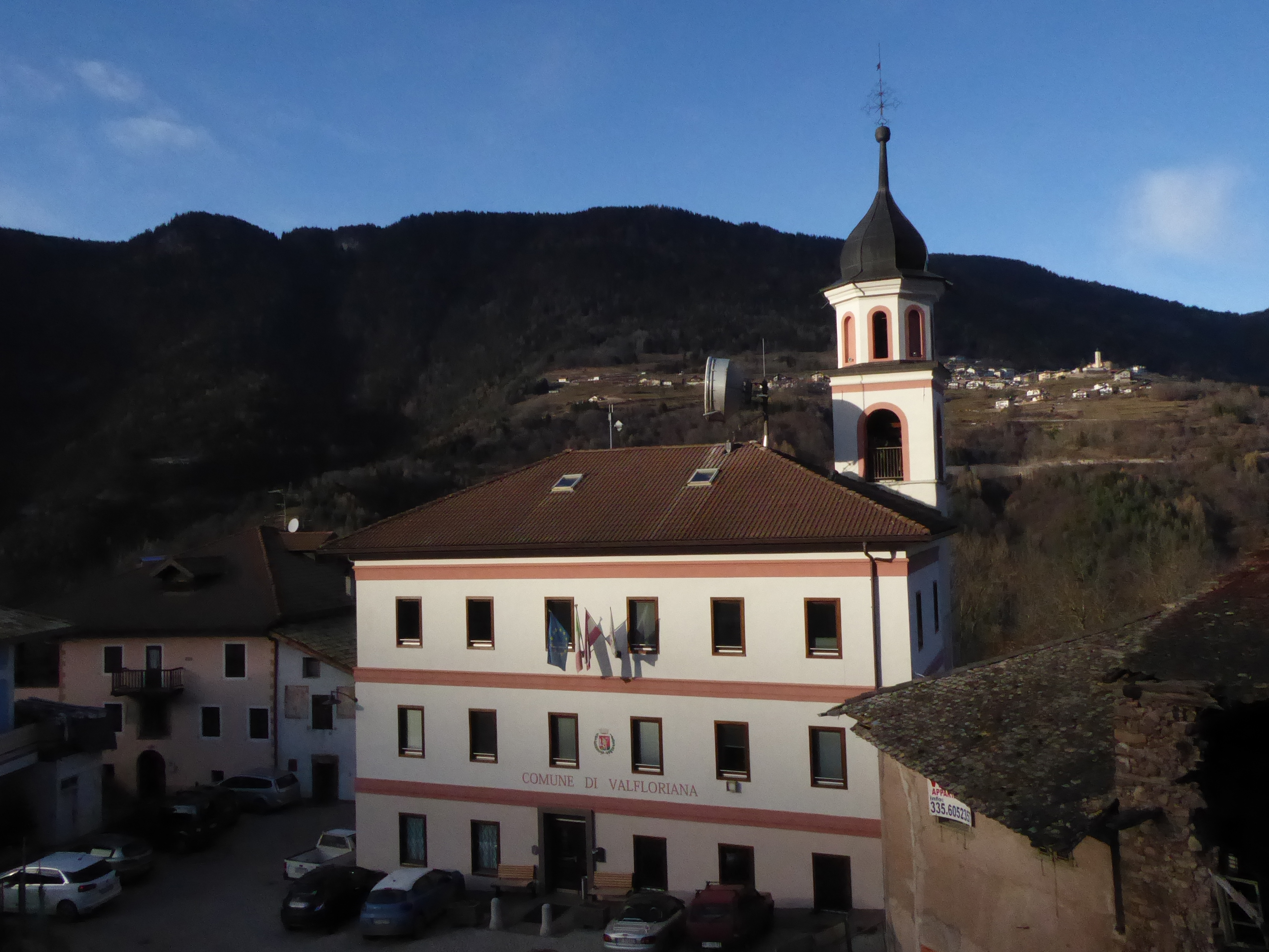
Il municipio a Casatta, con il vecchio campanile

### Architetture religiose
- Chiesa di Sant'Antonio di Padova, nella frazione di Dorà.
- Chiesa di San Floriano, nella frazione di Casatta.
- Chiesa di San Filippo Neri, nella frazione di Montalbiano.

## Economia
L'economia si basa sullo sfruttamento forestale e sull'allevamento bovino, con la produzione di formaggi e carni lavorate, turismo.
Quello della Valfloriana è un carnevale arcaico, con i tipici costumi e maschere scolpite nel legno (matoci), tra i pochi carnevali dell'arco Alpino rimasti ancora oggi inalterati.

## Amministrazione

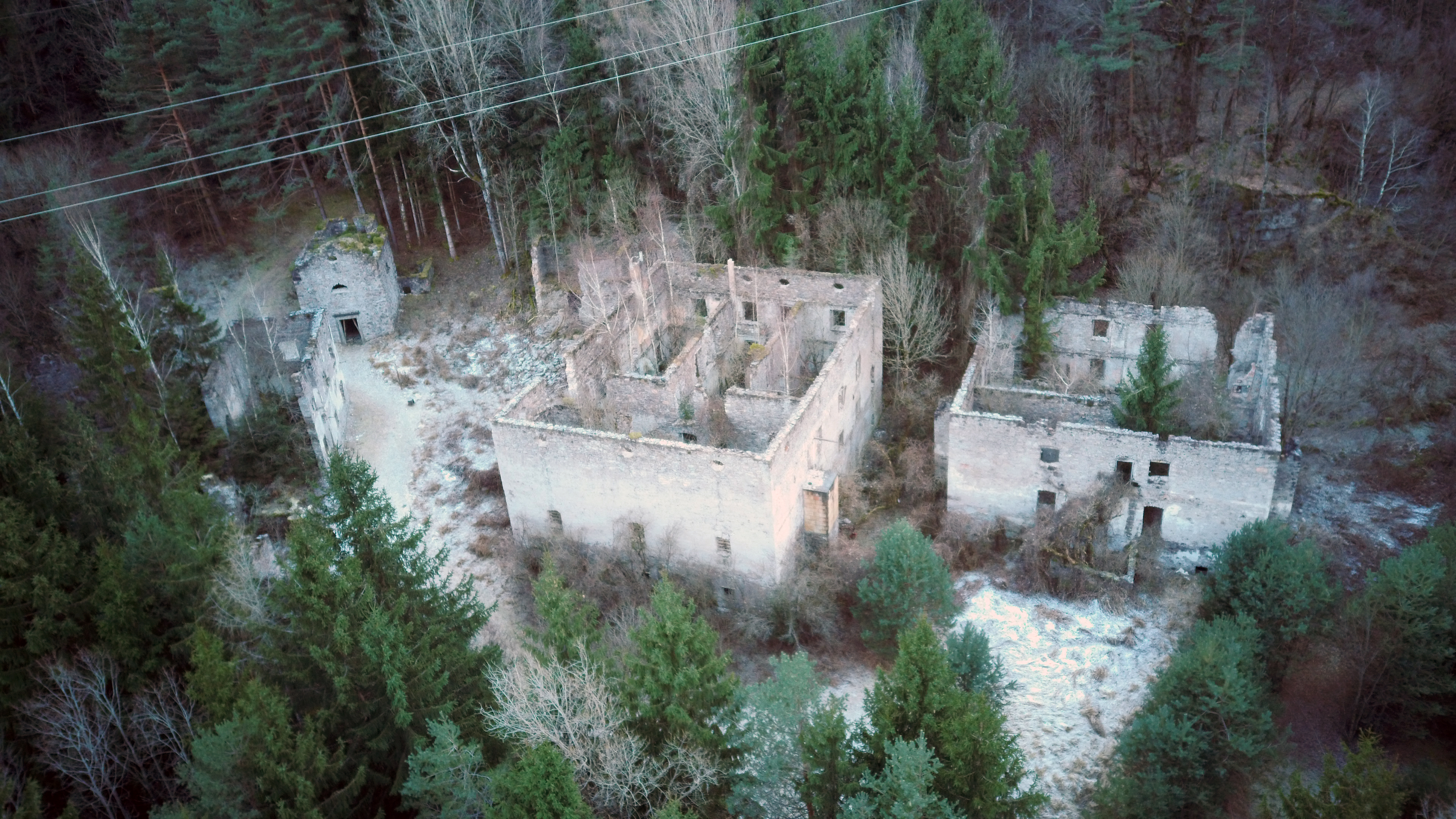
La frazione abbandonata di Ischiazza

## Società

### Evoluzione demografica
Abitanti censiti